# 미안하다, 사랑한다
《미안하다, 사랑한다》는 소지섭과 임수정이 출연한 2004년 대한민국의 텔레비전 드라마 시리즈이다. 2004년 11월 8일부터 12월 28일까지 KBS 2TV에서 월요일과 화요일에 16부작으로 방영되었다.
이 시리즈는 성공을 거두었으며 터키, 중국, 태국, 일본에서 리메이크되었다. 20주년 기념으로 새로운 버전이 발표되었다.

## 줄거리
차무혁(소지섭)은 어린 시절 호주로 입양된 후, 호주에서 살다가 양부모에게 버림받고 쓰레기처럼 거리의 방랑자로 들개같이 살던 중 한국인 입양아를 만나 사랑하게 된다. 어느 날 그 여자는 부자에게 시집을 가기 위해 무혁을 버린다. 그 여자의 결혼식 때, 킬러로부터 여자를 구하려다 무혁은 머리에 총을 맞게 된다.
한편 송은채(임수정)는 가수 윤의 코디네이터로 촬영차 호주에 가게 되었는데 길을 잃고 헤매다 무혁의 도움을 받게 된다.
무혁은 머리에 박힌 총알 때문에 목숨이 얼마 남지 않았다. 무혁의 첫사랑인 그 여자는 무혁에게 남은 날 동안 한국에서 엄마도 찾고 행복하게 지내라며 많은 돈을 주었다. 결국 무혁은 한국에 자기 어머니를 찾으러 오는데 그 사람은 바로 가수 윤의 어머니였다.
자신의 어머니는 가난해서 자신을 버렸다고 생각했던 무혁은 배신감을 느끼고 복수를 결심한다. 그리고 함께 버려졌던 쌍둥이 누나를 찾고, 자꾸만 은채와 부딪히게 때리게 된다.
무혁은 복수를 하기 위해 윤의 매니저로 들어가게 된다. 은채는 무혁이 자신을 좋아해서 호주에서 한국으로 왔다고 생각한다. 사실 은채는 윤을 좋아하지만, 윤은 은채의 친구 민주를 좋아한다.
한편 무혁은 은채를 점점 좋아하게 되고, 윤에게 복수하기 위해 민주에게 접근하기 시작한다. 결국 민주는 윤을 버린다.
은채도 어느새 무혁에게 끌리기 시작한다. 그런데 민주에게 버림받은 윤은 슬픔에 빠져 교통사고를 당한다. 그 사고 후로 윤은 자기가 정말 좋아하는 사람은 민주가 아닌 은채임을 깨닫지만 이미 은채는 무혁을 사랑한다.
뒤늦은 윤의 고백에 은채는 거절하려 하지만, 윤의 심장건강 악화로 은채는 윤의 곁에 머문다. 무혁은 은채에게 “내가 윤에게 내 심장을 줄 테니 내 곁에 있어줘”라고 부탁한다. 은채는 무혁이 장난치는 것으로 오해하고 무혁을 외면한다.
하지만, 무혁이 곧 죽는다는 것을 알게 된 은채는 무혁의 곁에 있으려 한다. 하지만 무혁은 은채를 위하여 민주에게 부탁해 먼 곳으로 떠난다. 하지만 민주는 은채에게 무혁이 있는 곳을 가르쳐주고 무혁과 은채는 둘만의 시간을 가진다.
윤은 무혁이 자신에게 복수를 하려던 것을 알고 은채를 데려와 결혼발표를 해버린다. 하지만 둘의 진심을 알게 된 윤은 결국 둘의 사랑을 인정한다.
무혁은 후에 자신이 어머니가 자신을 버린 게 아니라는 사실을 비로소 알게 되고, 어머니를 용서한다. 무혁의 전 와이프가 한국으로 찾아와 무혁을 살릴 수 있는 방법을 알아냈다고 하지만 무혁은 윤을 살리기 위해 오토바이를 타고 가다가 무혁은 은채에게 사랑한다는 말을 남긴 채 죽는다.
1년 후 무혁의 심장을 받고 살아난 윤은 콘서트를 여는데, 은채는 참석하지 않는다. 그 시간 은채는 호주에 가서 무혁과의 추억을 회상하며, 무혁의 무덤 앞에서 스스로 목숨을 끊으면서, 끝을 맺는다.

## 개요
본 드라마는, 어린 시절 호주에 입양된 이후에, 거리의 방랑자로 들개같이 자란 해외 입양아가 부모를 찾아 고국으로 돌아오면서 겪는 비극과 복수남녀 주인공의 지독하고 슬픈 러브 스토리를 극화한 휴먼 멜로 드라마로 기획한 것이다.
프로그램 기획서에 기재된 휴먼 멜로 드라마 '미안하다, 사랑한다'의 기획 의도는 다음과 같다.

"죽음도 두렵지 않은 지독한 사랑의 기록"
1. 정말 슬픈 사랑 이야기를 해보고 싶었다.
영화나 소설, 만화에나 충분히 있을 법한 지독하고 슬픈 사랑이야기.
현실에선, 좀처럼 만나기가 벅찬 만큼, 몇 백년에 한 번쯤 삼류잡지의 '믿거나 말거나 코너'에 실릴 법한 기막힌 사연이 필요했다.
남녀 주인공이 겪게 되는 운명의 고통이나 서로를 향하나 사랑의 지독함이 타의 추종을 불허하는 엄청난 파워의 사랑이야기를 해보고 싶었다.
2. '미안하다, 사랑한다'는 한 남자의 운명적 복수극으로 시작된다.
어린시절 호주에 입양된 후 다시 양부모에게서도 버림받아 거리의 방랑자로 자란 들개 같은 남자 차무혁(소지섭).
그는 첫사랑의 생명을 구해내고 훈장처럼 두발의 총탄을 머리에 맞게 된다.
호주의 멜버른 거리를 떠돌던 그를 보살펴주었던 첫사랑은 자신에게서 떠나가라고 그를 떠민다.
단지 낳아주기만 했지, 비정하게 그를 내팽개쳤던 고국으로 돌아가라 한다.
한국에 돌아온 그는 자신의 출생에 얽힌 새로운 사실을 비로소 알게 된다.
3. '미안하다, 사랑한다'는 두 남자와 한 여자가 쓴 지독한 사랑의 기록이다.
송은채(임수정)에겐 소중한 남자 윤이 있다. 사랑하지만 가까이서 쳐다볼 수 밖에 없는 내 사랑 윤.
사랑한다고 말하고 싶지만 언젠가 윤이 철들면 자기 곁에 늘 은채가 있었음을 알게 되리라 생각하고 기다리기도 한다.
어느 날, 재수없는 한 인간이 그녀 앞에 나타났다. 윤의 매니저란다.
거칠 것 없는 무례함에 안하무인의 그 남자.
볼수록 꼴불견이지만, 왠지 자꾸 그 남자에게 시선이 간다.

'가을동화'를 비롯한 '겨울연가' 등 사계절을 소재로 하여, 전 세계적으로 한류 붐을 일으켰던 기존 휴먼 멜로 드라마와는 달리, 본 작품에선, 해외 입양을 소재로 하는 휴먼 멜로 드라마로 눈을 돌리게 되었다.
SBS 드라마본부의 구본근 팀장의 인터뷰에서, "KBS가 야심차게 기획한 휴먼 멜로 드라마 '미안하다, 사랑한다'는 국내 제작 드라마 중 유일무이하게 해외 입양을 모티브로 하여, 안방 극장에서 로맨틱 코미디가 주류를 이뤘던 기존 상업적 트렌디 드라마와는 달리, 수 많은 시청자들의 심금을 울리기 위한 무거운 주제 의식을 갖춘 소재로, 고난과 역경을 거쳐 온 인생을 물색하게 됐고, 그 중 하나로 입양아를 생각해냈지만, 입양을 이용하는 게 아니라, 해외 입양으로 인한 사회적 폐해의 심각성을 지적해 보기 위해, 모든 계층이 누구나 공감할 수 있는 휴먼 멜로 드라마로 방향을 잡았다"라고 기획 의도를 밝혔다.
'사랑은 운명을 모른 채, 슬픈 사랑의 결말은 더욱 비극적이다'라는 말이 있듯이, 그리스 신화의 비극적인 테마를 인용하여, 인위적으로 눈물을 짜내기 위한 최루성 멜로 보단 오히려 긴 여운을 남긴 눈물을 준 만큼, '미사 폐인'이라는 신조어까지 나돌면서, '미사 신드롬'을 일으켰지만, 여러 가지 스포일러 경쟁 기사로 제작진과 수 많은 시청자들이 강한 불만을 토로한 바 있다.
더욱이, 영화나 소설, 만화에 충분히 있을 법한 정말 슬프고 애절한 사랑 이야기로, 현실에선 만나기 힘든 기막힌 사연들이 구구절절 연출되기도 했었는데, 사생아 출신 입양아, 출생의 비밀, 사각관계 등 시청자들을 끌어 들이는 부정적인 저해 요소로, 자극적이고 극단적인 소재 때문에, 논란의 소지가 많다는 특징이 있다.

## 등장 인물
- (†) 표시는 드라마 상에서 최종적으로 사망한 인물이다.

### 주요 인물
- 소지섭 : 차무혁 역 (†) - 강현우는 중간에 민주를 접근하기 위해 쓴 이름
- 임수정 : 송은채 역 (†)
- 정경호 : 최윤 역
- 서지영 : 강민주 역

### 주변 인물(최윤네 가족, 무혁네 가족, 은채네 가족)
- 최여진 : 문지영 역 - 차무혁의 옛 연인
- 이혜영 : 오들희 역 - 최윤의 어머니, 본명 '조말복', 무혁과 윤서경의 친어머니, 전직 여배우
- 전혜진 : 윤서경 역 - 차무혁의 친누나
- 이영하 : 송대천 역 - 은채의 아버지, 오들희의 고향오빠이자 운전기사
- 김혜옥 : 장혜숙 역 - 은채의 어머니, 오들희의 고향친구이며 전직 비서에서 현직 가정부
- 신구 : 민현석 역 - '신라신문' 편집국장, 전직 연예부 기자
- 옥지영 : 송숙채 역 - 은채의 언니
- 정지안 : 송민채 역 - 은채의 막내 여동생
- 박건우 : 김갈치 역 - 윤서경의 아들, 차무혁의 조카
- 홍여진 : 민주 모 역 - 민주의 엄마 (특별출연)

### 그 외 인물
- 신동욱[6] : 강민주의 남자친구 역
- 고규필 : 방송 스텝 역
- 전성애 : 김밥 파는 아줌마 역
- 공재원 : 경찰 역
- 백성일 : 라디오 PD 역
- 신선희 : 찜질방 할머니의 가족 역
- 전해룡 : 포장마차 주인 역
- 곽민석 : 의사 역
- 김재록 : 은채의 맞선남 역
- 이주실 : 순대국밥집 주인 역
- 허선행 : 연예부 기자 역
- 이종구 : 노인 역
- 김태영 : 최윤의 주치의 역
- 청림
- 규희

### 우정출연
- 이금희 : 입양 방송프로그램 진행자 / 라디오 DJ 역 (2~3회)
- 한상권 : 입양 방송프로그램 진행자 역 (2회)
- 심지호 : 강민주의 남자친구 역 - 배우 (2~3회)
- 이영희 : 오들희의 어머니 역 (9회, 11회)
- 이배국 : 무혁의 주치의 역 (10~11회)

### 특별출연
- 박주아 : 찜질방 할머니 역 (3회)

## 사운드 트랙
| #   | 제목                       | 가수   | 재생 시간 |
| --- | -------------------------- | ------ | --------- |
| 1.  | 〈Main Title〉             |        | 1:22      |
| 2.  | 〈은채 & 무혁의 첫 키스〉  | 임수정 | 2:04      |
| 3.  | 〈눈의 꽃〉                | 박효신 | 5:39      |
| 4.  | 〈멜버른 거리에서〉        |        | 2:44      |
| 5.  | 〈마지막 선택〉            |        | 1:16      |
| 6.  | 〈윤아, 괜찮아!〉          | 임수정 | 0:33      |
| 7.  | 〈소중한 사람〉            | 정경호 | 4:19      |
| 8.  | 〈아들과 엄마〉            |        | 2:04      |
| 9.  | 〈이방인〉                 |        | 2:04      |
| 10. | 〈무혁의 기도〉            |        | 3:47      |
| 11. | 〈나 당신에게 약속합니다〉 | 소지섭 | 1:11      |
| 12. | 〈눈의 꽃〉                | 소지섭 | 3:49      |
| 13. | 〈운명〉                   |        | 1:57      |
| 14. | 〈진실〉                   |        | 2:14      |
| 15. | 〈은채의 방〉              |        | 2:53      |
| 16. | 〈은채의 고백〉            | 임수정 | 1:52      |
| 17. | 〈설레임〉                 |        | 1:12      |
| 18. | 〈엄마의 사진〉            |        | 4:44      |
| 19. | 〈Talk to Me〉             | 마찬   | 3:23      |
| 20. | 〈가려진 세월〉            |        | 4:14      |
| 21. | 〈Never Ending Story〉     | 부활   |           |

## 참고 사항
- 캐스팅 문제로 어려움을 겪어왔는데 이정재, 이동건, 박해일 등이 무혁, 김희선, 이정현이 은채 역 물망에 올랐으나, 영화 촬영 등의 이유로 고사하였다.[7]

- 국내 제작 드라마 중 유일무이하게, 해외 입양이라는 사회적 이슈를 전반적으로 내세운 휴먼 멜로 드라마이기 때문에, 자체적으로 완성도에 기대가 높아 KBS와 SBS 등 각 방송사의 월화드라마 시청률과 화제성을 선점하기 위해, KBS 드라마본부 측에서 본방송 시점을 11월 8일로 최종 확정하였다. 이로써, 역사왜곡과 재벌미화 논란 등 시청률 부진에 시달리던 MBC의 대하드라마 '영웅시대'보다 20% 내외의 압도적인 시청률을 기록하는 기염을 토하여, 사계절을 소재로 한 휴먼 멜로 드라마 '가을동화'와 '겨울연가'에 이은 역대 최대 기록으로, 작품성과 대중성까지 인정받아 아시아와 태평양, 유럽, 아메리카 등 전 세계 30여개 국에서 동시 수출하였다.

- 한류 붐을 일으켰던 사계절 드라마인 '가을동화'와 '겨울연가'보다 자극적이고 신속한 소재 때문에, 아역 캐릭터의 왜곡 문제로,[8] 역정을 내기도 했다.

## 시청률 추이
최저 시청률과 최고 시청률은 시청률 조사회사와 지역별로 시청률에 차이가 있을 수 있습니다.
| 제1회           | 11월 8일    | 16.6% | 16.1% |
| 제2회           | 11월 9일    | 16.7% | 16.1% |
| 제3회           | 11월 15일   | 19.3% | 18.5% |
| 제4회           | 11월 16일   | 17.1% | 16.9% |
| 제5회           | 11월 22일   | 19.3% | 19.8% |
| 제6회           | 11월 23일   | 17.7% | 18.5% |
| 제7회           | 11월 29일   | 15.4% | 16.5% |
| 제8회           | 11월 30일   | 15.3% | 17.0% |
| 제9회           | 12월 6일    | 17.5% | 18.2% |
| 제10회          | 12월 7일    | 19.6% | 20.1% |
| 제11회          | 12월 13일   | 20.3% | 20.3% |
| 제12회          | 12월 14일   | 22.5% | 21.7% |
| 제13회          | 12월 20일   | 22.7% | 23.2% |
| 제14회          | 12월 21일   | 27.4% | 27.1% |
| 제15회          | 12월 27일   | 25.7% | 25.6% |
| 제16회 (최종회) | 12월 28일   | 28.6% | 29.2% |
| 평균 시청률     | 평균 시청률 | 20.3% | 20.1% |

## 수상 경력
- 2004년 KBS 연기대상 네티즌상, 베스트 커플상, 남자 우수상, 남자 인기상 소지섭
- 2004년 KBS 연기대상 네티즌상, 베스트 커플상, 여자 신인상, 여자 인기상 임수정
- 2004년 KBS 연기대상 청소년 연기상 박건태
- 2005년 제41회 백상예술대상 TV드라마부문 작품상
- 2005년 제41회 백상예술대상 TV부문 남자 최우수연기상 소지섭
- 2005년 제32회 한국방송대상 방송예술부문 최우수작품상
- 2005년 제18회 한국방송작가협회 한국방송작가상 드라마부문 이경희 (작가)

### 애니메이션
- G&G 제작 종료

## 대중문화에서
- SBS TV의 절대 그이 29회에서 "나랑 밥 먹을래, 나랑 살래?"라는 대사가 이 드라마에서 나왔다고 언급된다. 주연 배우인 소지섭과 임수정도 언급되었다.

## 해외 방영
- 베트남: 2005년 10월 11일 HTV9에서 오후 5시에 방영을 시작했다.
- 일본: 2006년 5월 17일 TV 도쿄에서 월요일부터 목요일까지 오전 12시 30분에 방영을 시작했다.[9][10]
- 태국: 2008년 9월 27일 채널 3에서 토요일 오전 1시, 일요일 오전 12시 30분에 방영을 시작했다.[11]
- 인도네시아: 2013년 2월 13일 인도시아르에서 오후 7시에 방영을 시작했다.

## 애니메이션
G&G 엔터테인먼트는 드라마의 주요 장면과 무혁의 죽음 이후 은채가 자살하기 전까지 1년간의 새로운 장면으로 구성된 35분 분량의 애니메이션 버전을 '어느 날의 사이'라는 제목으로 출시했다. 시나리오는 원작 드라마의 작가인 이경희가 감수했다. 2008년 2월 6일 DVD로 출시되었다.

## 리메이크
- 사랑 이야기(Bir Aşk Hikayesi)는 세치킨 외즈데미르와 담라 쇤메즈가 출연한 터키의 리메이크로, 2013년 3월 26일부터 Fox TV에서 방영되었다.[16][17]
- 미안하다, 사랑한다(对不起，我爱你)는 2014년 1월 3일에 개봉한 중국 리메이크이다.
- 태국에서는 '미안해, 사랑해'(ขอโทษที่รักเธอ)라는 제목으로 리메이크되어 2016년 3월 2일부터 ONE HD에서 수요일과 목요일 오후 8시부터 9시 30분까지 방영되었다.[18]
- 일본에서는 TBS에서 나가세 토모야, 오타케 시노부, 사카구치 켄타로 주연의 '고멘, 아이시테루 (ごめん、愛してる)'로 리메이크되었다.[19][20]